# Gloriosa (kyrkklocka)

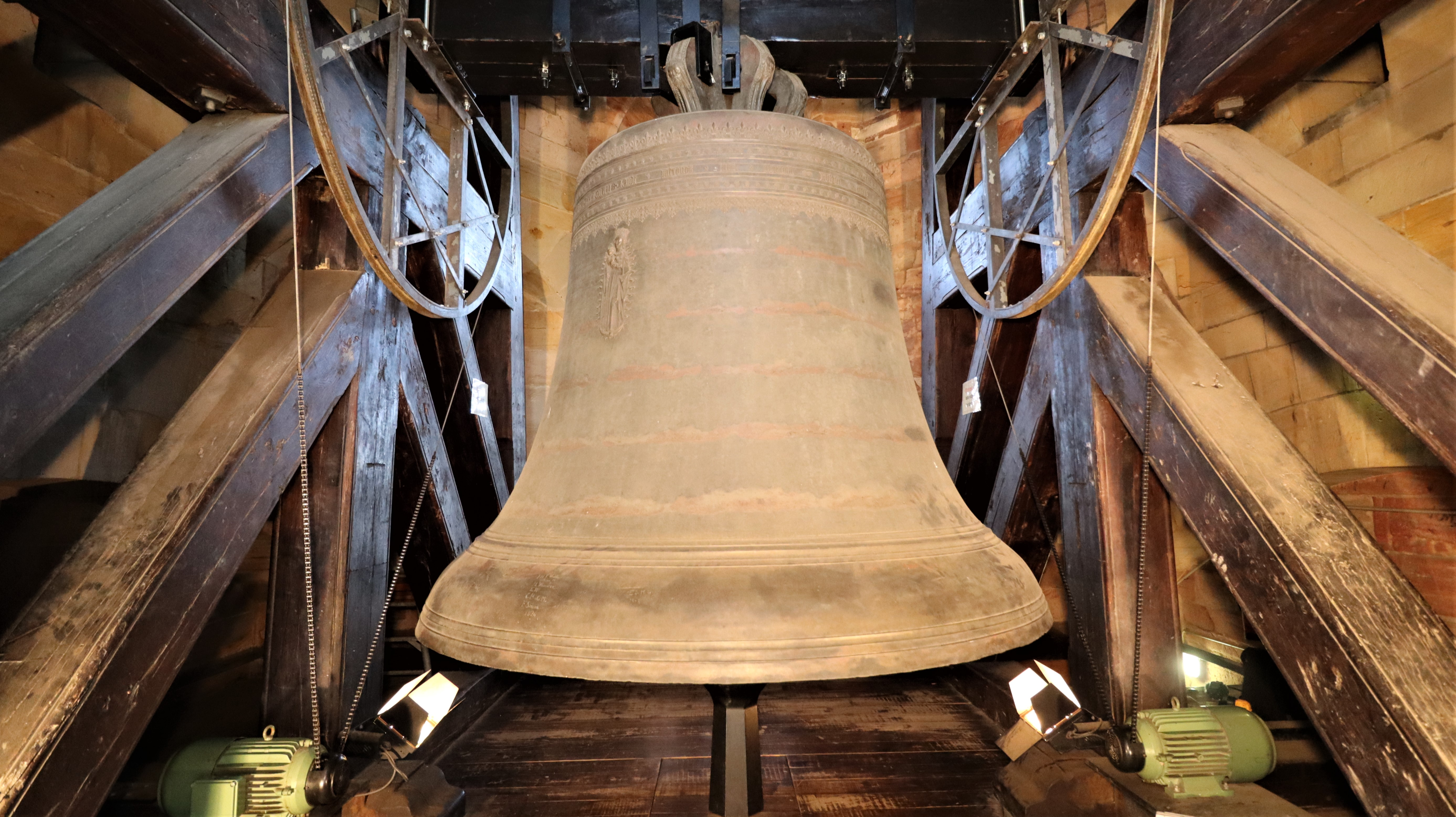
Gloriosa.

Gloriosa (tyska: Die Gloriosa) är den största kyrkklockan i Erfurts domkyrka. Gloriosa är världens största frisvingande medeltida kyrkklocka.

## Gjutning och måttuppgifter
Klockan göts under natten mellan den 7 och 8 juli 1497 av Gerhard van Wou. Den ringde för första gången den 19 maj 1499. Klockans diameter är 2,56 meter, 2,62 meter i höjd och den väger 11 450 kg. Slagtonen är e0. 
Den reparerades 1985 efter att ha fått en spricka under klockringning, julen 1984. Den omgöts i augusti 2004, efter ytterligare en spricka från 2001. I mars 2006 fick Gloriosa en ny kläpp som väger 366 kilo.
1717 slog blixten ned i domkyrkans torn, vilket orsakade en eldsvåda. Gloriosa var den enda av domkyrkans kyrkklockor som inte kom till skada.

### Inskription
På kyrkklockan återfinns en inskription på latin, där slutet på inskriptionen anger tiden då klockan göts: 
"Anno Dni [Domini] M. CCCC.XCV II”  (svenska: I Herrens år 1497).

## Klockringningsordning
Tillfällen då Gloriosa ringer:
| Dag/datum                | Tid       | Anledning                                              |
| ------------------------ | --------- | ------------------------------------------------------ |
| 1 januari                | ca. 10:45 | Det nya kalenderåret och firandet av Guds Moder Maria. |
| Tisdagen i stilla veckan |           | Oljevigningsmässa.                                     |
| Påskdagen                | ca. 10:45 | Firandet av Jesu uppståndelse.                         |
| Pingstdagen              | ca. 11.15 | Firandet av pingsten.                                  |
| 15 augusti               | 17:45     | Jungfru Marias upptagning till himlen.                 |
| 10 november              | ca. 17.50 | Innan firandet av Martin av Tours.                     |
| 25 december              | ca. 10.45 | Firandet av Jesu födelse.                              |

Gloriosa har dessutom ringt vid andra särskilda tillfällen; till exempel när påve Benedictus XVI besökte Erfurt och vid firandet av Tysklands återförening.